# Comarques gironines

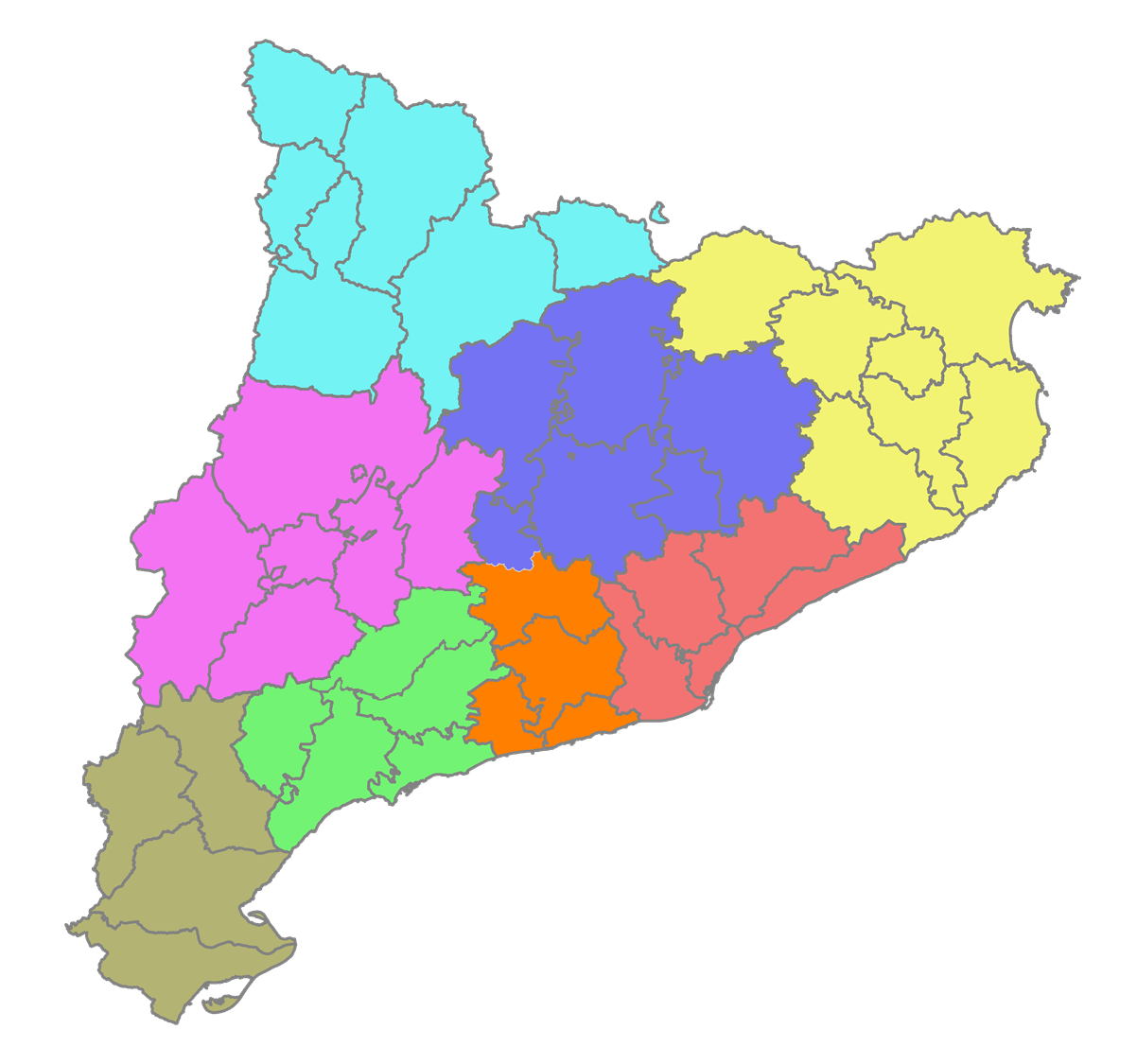
Alt Pirineu i Aran
Àmbit metropolità de Barcelona
Camp de Tarragona
Comarques Centrals
Comarques Gironines
Penedès
Ponent
Terres de l'Ebre

Les Comarques gironines constituent l'un des huit domaines fonctionnels territoriaux définis par le plan territorial général de Catalogne. C'est également une viguerie sous le nom de Girona suivant le projet de loi sur l'organisation de la Catalogne Veguerial (Llei de l'Organització Veguerial de Catalunya, 2009).

## Géographie
Elles englobent l'aire métropolitaine de l'agglomération de Gérone constituée de sept comarques, pour une superficie de 5 558 km2 et une population de 573 123 habitants en 2009.

## Comarques
- Alt Empordà
- Baix Empordà
- Garrotxa
- Gironès
- Pla de l'Estany
- Ripollès
- Selva